# Gabriel-Pierre Ouellette
Ne doit pas être confondu avec Pierre Ouellet.
Pour les articles homonymes, voir Ouellette.
Gabriel-Pierre Ouellette est né en 1940 à Mont-Laurier. Il est poète, dramaturge, romancier, scénariste et essayiste.

## Biographie
Gabriel-Pierre Ouellette est né en 1940 à Mont-Laurier, où il a fait ses études classiques. Il a obtenu un doctorat de troisième cycle à la Sorbonne sous la direction de Jacqueline de Romilly. Sa thèse porte sur la thématique de la mort dans l'Orestie d'Eschyle. De 1962 à 1996, il a ensuite enseigné les littératures grecques, françaises et québécoises au Collège de Valleyfield. Il a également enseigné à titre de chargé de cours la littérature et la civilisation de la Grèce antique à l'Université de Montréal de 1968 à 1989. Il est aussi le traducteur du premier livre des Maccabées pour la Bible en français courant (1985).
En 1982, il publie une monographie sur l'artiste Reynald Piché que le théoricien et historien de l'art René Payant critique fortement pour sa « platitude ».
À partir de la fin des années 1990, il a écrit plusieurs recueils de poésie aux Éditions du Noroît parmi lesquels on compte Les Ormes de la nuit (2011) et Le neuvième poème (2007). Dans ce dernier, les 23 poèmes sont accompagnés d'un journal sur l'écriture où il s'attaque au milieu littéraire et réfléchit à l'écriture poétique.
Il a également écrit dans plusieurs revues littéraires comme Liberté, Moebius, La nouvelle barre du jour, Estuaire, Voix et images et La nouvelle revue française. Il écrit aussi dans des revues scientifiques se spécialisant dans la littérature antique comme Revue des études grecques et Cahier des études anciennes.
En 1999, il signe son premier roman intitulé Les oriflammes noires aux Éditions de l'Hexagone. Plusieurs critiques ont qualifié ce texte de poétique mais de « difficile à suivre ». Pascale Navarro écrit dans la revue Voir : « Comme en poésie, ce roman existe d’abord par l’écriture, par un style très imagé, très lyrique. Les personnages vivent à travers une langue travaillée, souvent très belle, inventive qui évoque la désolation, l’obscurité, accentuant les états d’âme du héros. » Ce à quoi elle ajoute : « Le problème, au-delà de la langue, c’est que l’histoire est plutôt difficile à suivre. En fait, une histoire n’existe pas si elle ne nous est pas «racontée». La superposition et l’accumulation de scènes, de personnages et de propos ne constituent pas un récit : il faut une narration cohérente, un fil que le lecteur puisse suivre. Trop souvent dans le roman de Ouellette, l’on ne sait plus s’il s’agit du passé, du présent, et pire, du même personnage. »
En tant que scénariste, il s'est mérité trois prix Radio-Canada. « Le premier scénario de Gabriel-Pierre Ouellette, Bonjour, notaire, a d'abord obtenu le 2e prix ex æquo au 1er Concours des jeunes auteurs de Radio-Canada; il a été télédiffusé le 11 août 1958 et en décembre les 2e prix étaient reclassés au 1er rang. Il a également reçu le 1er prix au Concours d'œuvres dramatiques radiophoniques de Radio-Canada, catégorie scénario de 30 minutes, pour les Cloches et les bouteilles en 1984 et le 2e prix au même concours, catégorie scénario de 60 minutes, pour le Dîner Durham en 1987. »
Il est membre de l'Union des écrivaines et des écrivains québécois (UNEQ) depuis 2011 et est membre de la Société des auteurs de radio, télévision et cinéma (SARTEQ) depuis 1973.

## Œuvres

### Poésie
- Tambours et morceaux de nuit, Saint-Hippolyte, Éditions du Noroît, 1995, 66 p.  (ISBN 9782890183254)
- Dialogues de l'alphabet et de l'absence, Montréal, Éditions du Noroît, 1996, 58 p.  (ISBN 9782890183483)
- Du train où va la mort, Montréal, Éditions du Noroît, 2001, 74 p.  (ISBN 9782890184695)
- Le neuvième poème ; suivi du journal de son écriture, Montréal, Éditions du Noroît, 2007, 76 p.  (ISBN 9782890186101)
- De grands déluges sur nos têtes, Montréal, Éditions du Noroît, 2009, 65 p.  (ISBN 9782890186637)
- Les Ormes de la nuit, Montréal, Éditions du Noroît, 2011, 61 p.  (ISBN 9782890187306)

### Romans
- Les oriflammes noires, Montréal, L'Hexagone, 1999, 132 p.  (ISBN 9782890066304)
- Le voyage du nord : Le moyne d'Iberville et son Iroquois, Montréal, Gabriel-Pierre Ouellette, 2015, 224 p.
- Il y a la mer (livre numérique), Montréal , Gabriel-Pierre Ouellette, 2016, 295 p.

### Nouvelles
- Par quatre Judas, Montréal, Gabriel-Pierre Ouellette, 2015.

### Théâtre
- Simon Neige 1970 (livre numérique), Montréal, Gabriel-Pierre Ouellette, 2015.

### Essais
- Reynald Piché, Montréal, Hurtubise HMH, 1982, 199 p.  (ISBN 9782890455276)
- Débusquer la mort sous les mots : Jack Kerouac, Anne Hébert, Eschyle - avec une digression sur la parole des comédiens (livre numérique), Montréal, Gabriel-Pierre Ouellette, 2015, 223 p.

### Livre d'artiste
- Octonarius  (gravures au carborundum de Garen Bedrossian), Montréal, G. Bedrossian, 2002

## Prix et honneurs
- 1958 : 2e prix ex æquo au Concours des jeunes auteurs de Radio-Canada (pour Bonjour, notaire).
- 1984 : 1er prix au concours d'œuvres dramatiques radiophoniques de Radio-Canada, catégorie scénario de 30 minutes (pour Les cloches et les bouteilles).
- 1987 : 2e prix au Concours d'œuvres dramatiques radiophoniques de Radio-Canada, catégorie scénario de 60 minutes (pour Dîner Durham).